# Talk About Our Love
A Talk About Our Love Brandy amerikai énekesnő első kislemeze negyedik, Afrodisiac című stúdióalbumáról. A dalt Kanye West és Harold Lilly írta. West a producere is, és rappel is a dalban. A Talk About Our Love tartalmaz egy részletet a Mandrill 1978-as, Gilly Hines című dalából, melyet Claude Cave II, valamint Carlos, Louis és Ricardo Wilson írt.
A dal, bár nem lett olyan sikeres, mint Brandy korábbi kislemezei, több országban is a top 40-be került. A brit kislemezlistán a 6. helyet érte el.

## Felvételek
A dal egy szerelmespárról szól, akiknek mindenki bele akar szólni a kapcsolatába.  A dal az Afrodisiac album dalaiból az utolsók közt készült el, egyike volt annak a két dalnak, amik az utolsó pillanatban kerültek fel a végleges számlistára. Bár Brandy már 2003 októberében úgy vélte, az album kész, Geroid „Gee” Roberson rávette, hogy dolgozzon Westtel is. „Az albumom egyik executive producere [Roberson] Kanye egyik menedzsere, így kerültünk össze”, mesélte Brandy az iVillage Entertainmentnek. „Azt mondta, mindig szeretett volna velem dolgozni, és, mivel nyomon követtem a sikereit, én is mindig úgy éreztem, hogy szívesen dolgoznék vele. Mikor együtt kezdtünk dolgozni, úgy éreztem, ez varázslat. Éppolyan szenvedélyes a dallal kapcsolatban, mint én. ezért remekül sikerült!”
A dalban West stílusát kiegészíti Miri Ben-Ari hegedűjátéka és a Mandrill együttes 1978-ban készült, Gilly Hines című dalának egy részlete. Brandy, aki a dalt Alicia Keys 2003-as kislemezéhez, a You Don’t Know My Name-hez hasonlította (amelynek szintén West volt a producere), így írta le a Talk About Our Love-ot: „Arról szól, amikor annyira szerelmes vagy, hogy mindenki azt hiszi, joga van véleményt nyilvánítani róla.”
A dalt 2004. március 26-án mutatták be az AOL Music’s First Listen műsorában, ahol az ezt követő első két hónapban több mint 4,6 milliószor játszották. Március 28-ára a dal végleges változata is kiszivárgott az internetre. A rádióknak 2004 áprilisának elején küldték el, a kislemez pedig április 27-én jelent meg, rajta a Timbaland szerezte Turn It Up, az Afrodisiac első promókislemezdala új változatával. A kislemez más változatain a Mike City szerezte Like It Was Yesterday szerepelt.

## Fogadtatása
A dal 2004. május 6-án a Billboard Hot 100 slágerlista 88. helyén nyitott, azon a héten az amerikai dalok közül ez debütált a 6. legmagasabb helyen. Június 3-án érte el legmagasabb helyezését, a 36-ot; ugyanezen a héten ez volt a Hot 100-on szereplő dalok közül a legtöbb példányszámban elkelt. Brandy albumot bevezető első kislemezei közül mindeddig ez érte el a legalacsonyabb helyezést és ez lett az első kislemeze, ami nem került be a top 20-ba az 1999-es U Don’t Know Me (Like U Used To) óta, ami a 72. helyig jutott A Billboard többi slágerlistáján nagyobb sikert aratott: mivel sok kelt el a kislemezből, az eladási adatokon alapuló Hot R&B/Hip-Hop Sales slágerlistán az első, a Hot Singles Sales listán a harmadik helyre került, a Hot Dance Music/Club Play és a Hot R&B/Hip-Hop Songs listákon pedig a top 20-ba jutott. A dal remixe a 2. helyre került a Hot Dance Singles Sales listán.
Az USA-n kívül az Egyesült Királyságban érte el a dal a legmagasabb helyezést; a 6. helyre került, ezzel Brandy ötödik top 10 kislemeze az országban. A listán töltött első hetén a második legmagasabban nyitó dal volt Britney Spears Everytime című dala mögött. Két hétig maradt a top 10-ben. Más országokban a dal mérsékelt sikert aratott; Ausztráliában, Hollandiában, Írországban és Olaszországban a top 40-be került, máshol még a top 50-be se. A Media Traffic nemzetközi egyesített slágerlistáján a 28. helyen nyitott, és két hétig itt is maradt.

## Videóklip és remixek
A Talk About Our Love videóklipjét Los Angelesben forgatták 2004. március 6–7-én. Producere Rick Revel volt. Ez a harmadik Brandy-videóklip – az Another Day in Paradise (2001) és a What About Us? után – melyet Dave Meyers rendezett. A klip ötlete Kanye Westtől származik, és Brandy személyes tapasztalatai ihlették; az énekesnőt sok barátja és ismerőse zaklatta kíváncsiskodásával. A klipben Brandy öccse, Ray J is szerepel.
A klipet az MTV mutatta be 2004. május 2-án, a klipkészítésről szóló dokumentumfilm után. A csatorna Total Request Live műsorában május 10-én a kanadai MuchMusicban a május 16-ával végződő héten mutatták be. A TRL top 10 videóklipje listáján a 3. helyet érte el május 21-én, a listán töltött hetedik napon. Összesen 13 napot töltött a listán. A BET csatornán egy időben a legtöbbet játszott klip volt, a csatorna 106 & Park műsorában pedig a 2. helyet érte el a listán. A PopMatters 2004 legjobb videóklipjei közé sorolta.
A 2004-es MTV Video Music Awardson Brandy és Kanye West jelölést kaptak a klipért legjobb R&B videóklip kategóriában.

### Hivatalos remixek, verziók
| - Talk About Our Love (Album Version) – 3:34 - Talk About Our Love (A Cappella) – 3:35 - Talk About Our Love (Alan Smithee Remix) - Talk About Our Love (Alan Smithee in Blueblackness Mix) – 9:59 - Talk About Our Love (Bill Hamel Club Mix) – 7:13 - Talk About Our Love (Bill Hamel Clubbed Up Dub Mix) – 8:58 - Talk About Our Love (E-Smoove Classic Club Mix) – 7:14 - Talk About Our Love (E-Smoove Dub Mix) – 5:54 - Talk About Our Love (E-Smoove Remix) - Talk About Our Love (Extended Mix) – 4:57 | - Talk About Our Love (Ford House Mix) – 6:38 - Talk About Our Love (Ford Trance Mix) – 7:39 - Talk About Our Love (FTL Club Remix) - Talk About Our Love (FTL Dub Remix) - Talk About Our Love (Instrumental) – 3:35 - Talk About Our Love (One Rascal Mix) – 6:00 - Talk About Our Love (Thick Dick Dub) – 8:03 - Talk About Our Love (TKC Club Mix) – 7:59 - Talk About Our Love (TV Track) – 3:35 |

## Számlista
| CD kislemez (nemzetközi) 1. Talk About Our Love (Album Version) – 3:34 2. Talk About Our Love (One Rascal Remix aka Albert Cabrera Mix) – 6:00 3. Like It Was Yesterday CD kislemez (USA) 1. Talk About Our Love (Album Version) – 3:34 2. Turn It Up (Edited Version) CD kislemez (Egyesült Királyság) 1. Talk About Our Love – 3:34 2. Talk About Our Love (One Rascal Remix) – 6:00 CD maxi kislemez – Dance Mixes (USA) 1. Talk About Our Love (Extended Mix) – 4:57 2. Talk About Our Love (One Rascal Mix) – 6:00 3. Talk About Our Love (Bill Hamel Club Mix) – 7:13 4. Talk About Our Love (E-Smoove Classic Club Mix) – 7:14 5. Talk About Our Love (Ford Trance Mix) – 7:39 6. Talk About Our Love (Alan Smithee in Blueblackness Mix) – 9:59 7. Talk About Our Love (TKC Club Mix) – 7:59 8. Talk About Our Love (Ford House Mix) – 6:38 9. Talk About Our Love (Bill Hamel Clubbed Up Dub Mix) – 8:58 10. Talk About Our Love (Thick Dick Dub) – 8:03 12" maxi kislemez (Egyesült Királyság) 1. Talk About Our Love 2. Talk About Our Love (Instrumental) – 3:35 3. Talk About Our Love (One Rascal Remix) – 6:00 4. Talk About Our Love (A Cappella) – 3:35 | 12" maxi kislemez (USA) 1. Talk About Our Love (Album Version) – 3:36 2. Talk About Our Love (A Cappella) – 3:35 3. Talk About Our Love (Instrumental) – 3:35 4. Talk About Our Love (TV Track) – 3:35 12" maxi kislemez – House Version (Egyesült Királyság) 1. Talk About Our Love (Alan Smithee Remix) 2. Talk About Our Love (E-Smoove Remix) 3. Talk About Our Love (FTL Club Remix) 4. Talk About Our Love (FTL Dub Remix) 2×12" maxi kislemez (USA) 1. Talk About Our Love (Bill Hamel Club Mix) – 7:11 2. Talk About Our Love (Alan Smithee in Blueblackness Mix) – 6:45 3. Talk About Our Love (E-Smoove Classic Club Mix) – 7:12 4. Talk About Our Love (Thick Dick Dub) – 8:03 5. Talk About Our Love (Ford Trance Mix) – 7:37 6. Talk About Our Love (Ford House Mix) – 6:36 7. Talk About Our Love (TKC Club Mix) – 7:57 8. Talk About Our Love (E-Smoove Dub Mix) – 5:54 |

## Helyezések
| Slágerlista (2004)                  | Legmagasabb helyezés |
| ----------------------------------- | -------------------- |
| USA Billboard Hot 100               | 36                   |
| USA Billboard Hot Singles Sales     | 3                    |
| USA Billboard Hot R&B/Hip-Hop Sales | 1                    |
| USA Billboard Hot R&B/Hip-Hop Songs | 16                   |
| USA Billboard Hot Dance Club Play   | 13                   |
| Ausztrál ARIA kislemezlista         | 28                   |
| Brit kislemezlista                  | 6                    |
| Holland Top 40 kislemezlista        | 25                   |
| Euro 200                            | 18                   |
| Ír kislemezlista                    | 27                   |
| Német kislemezlista                 | 89                   |
| Olasz kislemezlista                 | 36                   |
| Svájci kislemezlista                | 42                   |
| Nemzetközi egyesített slágerlista   | 28                   |